# Abajkovics Péter
Abajkovics Péter (Szombathely, 1971. május 19. –) költő, szerkesztő, képzőművész.

## Élete
1991 óta publikál, nagyrészt vizuális költészetet. 1995-től a Leopold Bloom című ansambling-folyóirat egyik alapító szerkesztője. 1997-ben önálló szerzői számot jelentetett meg. 1994 óta a Szombathelyen is megrendezett Bloomsday kortárs művészi fesztivál egyik szervezője. Jelenleg Budapesten (Újpesten) él.
A közelmúlthoz kötődő aktivitását saját maga az alábbiakban foglalta össze:
” Vizuális irodalmi bolyongásaimra leggyakrabban Joyce Ulyssesének fiktív univerzumából indulok. Utam során a közép-európai dohos otthonosság illatával orromban innen-onnan felkapdosom a részben-egészben készen talált, újrahasznosítható nyelvi és képi objekteket, fragmentumokat. Újabban a blogoszféra és a közösségi platformok sajátos időbélyegzővel ellátott üzeneteit, nyelvét, kommunikációs helyzeteit, mémgyári üzemi technológiáját is lopkodom, hogy aztán környezetükből kiragadva, teljesen önkényesen nyelvi-képi játékaim eszközévé és/vagy nyersanyagává tegyem.” (2019) 

## Performanszok, akciók, művészeti aktivitások
- 1991, 1993–1994 Magyar Műhely-találkozó
- 1992, 1997 érsekújvári Transart Communication
- 1994–1995 váci Expanzió Fesztivál
- 1995 Poliphonix 27 fesztivál
- 1995 Magyar Műhely-est, Merlin Színház
- 1995 Max Aufischer, osztrák fotóművész szombathelyi kiállításának nyitó akciója - Székely Ákossal közösen
- 1997 A Dekompozíció című kortárs brit fotókiállítás nyitó akciója - Székely Ákossal közösen (Szombathelyi Képtár)
- 1997 A művészet édes levegője – kiállítás és akció a Szombathelyi Képtár klímagépházában[1]
- 1997 Magyar Műhely-est - Műcsarnok
- 1998 Big Ear
- 1999 Artus: Portré című darabjában alkotói/multimédiás részvétel (Bloomsday '99, Szombathely)
- 2004 Urálajtáji est - irodalmi est Bújdosó Alpárral, Nagy Pállal, Székely Ákossal és Tóth Gáborral közösen (Szombathely)
- 2004 Búcsú a Bloom-háztól című kollektív műben részvétel (Bloomsday 2004 Szombathely)
- 1994– Különféle művészeti és nem művészeti aktivitások Leopold Bloom és a Bloom-család szellemi-kulturális horizontja körül[2][3]

## Kiállítások
- Nemzetközi vizuális költészeti kiállítás (Keszthely, 1995)
- "Fénymásolatok" - Fészek Klub Galéria (Budapest, 1995)
- A Leopold Bloom művészeti lap kiállítása, C' est plus q' (installáció) - Savaria Tourist Galéria (Szombathely, 1996)
- Leopold Bloom párnája (Szombathelyi Képtár 1996)
- Trafik - 1001 év szomszédság. A Leopold Bloom szerkesztőség osztrák- magyar kiállítása: Pálinkafőzde - installáció Bonyhádi Károllyal és Székely Ákossal közösen Szombathelyi Képtár (1997)
- VI Biennale Integraf Alpe-Adria. Centro Friulano Arti Plastiche (Udine, 1997)
- Megyetudatalatti - Székely Ákossal, Viola Lászlóval és Bonyhádi Károllyal közösen (Szombathelyi Képtár, Vasi Tárlat 1997)
- Dobozművek - az ARTPOOL kiállítása az interneten
- Anyám könnyű álmot ígér - Székely Ákossal közösen (a Szombathelyi Képtár Bûn méze címû kiállítása, 1998)
- Erőművek - szabadtéri installáció Székely Ákossal közösen (2003.,Szombathely, Dolgozók útja)
- Részvétel az 1990-es évektől folyamatosan nemzetközi Mail art és ansambling projektekben, illetve kiállításokon

## Díjai
- Leopold Bloom-díj[4]
- VI Premio Poesía Visual Paqui Jiménez Yepes[5]

## Antológiák
- VizUállásjelentés (Magyar Mûhely, Budapest, 1995.)
- Kánon és olvasás (FISZ könyvek, Budapest, 2002.)
- Nagy Pál Vagy Pál (Magyar Mûhely, Budapest, 2004.)

## Művei
- LEOPOLD BLOOM, No. 9 – a LEOPOLD BLOOM folyóirat szerzői száma (1997)
- QU'; FISZ–Magyar Műhely, Budapest, 2003 (képversek, performansz-dokumentumok)
- Leopold Bloom. Planetoida – szerk., Székely Ákossal közösen; Artpool–Magyar Műhely, 2012
- Személyes alkotói blog: www.viragfold.net

## Tagság
- International Union of Mail-Artists
- Bázis Egyesület

## Róla szóló irodalom
- Szombathy Bálint recenziója (Szépirodalmi Figyelő, 2003/4.)
- Bodor Béla: Nyom-uló jelek (Magyar Műhely 128-129, 2004.)
- Bohár András: Művészet(et)fenomenológia (Életünk, 2004/6.)
- L. Simon László: Címszavakban (Életünk, 2004/6.)